# Corybas acuminatus
Corybas acuminatus là một loài thực vật có hoa trong họ Lan. Loài này được M.A.Clem. & Hatch mô tả khoa học đầu tiên năm 1985.